# Rub al-Khali
Le Rub al Khali (en arabe الربع الخالي, littéralement le « Quart Vide ») est l'un des plus grands déserts et la plus grande étendue ininterrompue de sable au monde. Il occupe environ 650 000 km2 dans le tiers le plus méridional de la péninsule Arabique.
Il a approximativement la forme d'un rectangle de 1 000 kilomètres de longueur et 500 kilomètres de largeur. Il est situé pour l'essentiel sur le territoire de l'Arabie saoudite et pour une bien moindre part sur les territoires du Yémen, d'Oman et des Émirats arabes unis. Son altitude varie du niveau de la mer dans son nord-est, à environ 800 m d'altitude dans son sud-ouest.
Certaines dunes atteignent 250 mètres de haut. Sous l'effet des vents, elles se déplacent en quelques heures. Elles sont parfois entrecoupées de plaines de gravier et de gypse. Le sable est d'une couleur orange rougeâtre due à la présence de feldspath. On rencontre également des marais salants saumâtres dans certaines zones, comme Umm al Samim.
Le sous-sol du Rubu' al Khali est très riche en pétrole. Il reste globalement inexploré pour d'autres ressources moins directement rentables[réf. nécessaire].

## Géographie

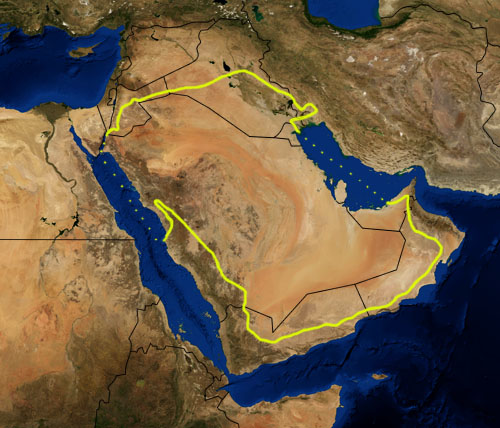
Carte du désert d'Arabie selon le WWF.

Le Rub al-Khali est l'un des endroits les plus inhospitaliers de la planète.
Le climat y est extrêmement aride, avec des précipitations annuelles qui varient entre 0 et 50 mm.
Les températures sont extrêmes : avec des températures allant de 50 °C en journée à -10 °C la nuit, selon les saisons.
Le sol est constitué d'une couche de sable dont l'épaisseur atteint 200 mètres par endroits. Le vent y forme des dunes dont la hauteur peut atteindre 300 mètres.
Une vingtaine d'espèces de plantes se sont acclimatées à ce milieu hostile, ainsi que des arachnides et quelques rongeurs : un écosystème en milieu hyper-aride.

## Histoire
Des traces actuelles de lacs anciens (il y a entre 37 000 et 5 000 ans), de flore disparue (plantes, algues) et de faune disparue (hippopotame, buffle d'eau, bétail à grandes cornes)  prouveraient la possibilité d'habitats anciens, et accréditeraient l'existence de cités disparues. Dans la zone de Mundafen / Tuwaiq, le dernier lac aurait disparu voici 800 ans.
La cité disparue d'Iram (la Cité des mille Piliers, Ubar) aurait prospéré dans ce désert entre -3 000 et le Ier siècle, en particulier grâce au commerce de l'encens. Les routes qu'empruntaient alors les caravanes sont depuis longtemps devenues impraticables.
Aujourd'hui, même les Bédouins, pasteurs chameliers des bordures, font seulement de brèves incursions dans le désert même.
Les premiers Occidentaux à l'avoir traversé sont Pedro Paez puis Bertram Thomas en 1931 et St. John Philby en 1932. Entre 1946 et 1950, Wilfred Thesiger a parcouru plusieurs fois le Rub al-Khali et il en a cartographié une grande partie, ainsi que des montagnes d'Oman. Une expédition du Smithsonian en 2006 y a découvert fossiles et météorites. L'accès au désert pour les étrangers est facilitée depuis l'ouverture de l'Arabie saoudite au tourisme,.
Au lieudit Wabar, plusieurs cratères, dont deux répertoriés, Philby A, 64 m, et Philby B, 116 m, dateraient d'environ 140 ans (1870), de la chute de météorites à base de fer (Al Hadida).

## Culture populaire
Dans le jeu-vidéo Uncharted 3: L'Illusion de Drake, Nathan Drake traverse le désert à la recherche d'Ubar.
Dans le livre de Clive Barker, Le Royaume des Devins, le Rub Al-Khali est le lieu où se trouve le Fléau.
Dans le roman de George Alec Effinger, The Exile Kiss, (traduit in Les nuits de Boudayin, Mnémos, 2015) la plus grande partie raconte la traversée du Rub Al-Khali par une tribu bédouine.
Dans le film Star Wars, épisode VII : Le Réveil de la Force : lieux de tournage simulant la planète de Rey.
Dans le jeu-vidéo Fallout 4, Lorenzo Cabot y mena en 1894 une expédition archéologique où il découvrit des traces d'une civilisation d'origine extraterrestre qui serait à l'origine de l'avancée technologique des civilisations mésopotamiennes primordiales.
Dans le film Men in Black: International, les agents H et M se retrouvent dans le Quart Vide durant une scène.